# Хампшир (округ, Массачусетс)
Хампшир (англ. Hampshire County) — округ в США, в штате Массачусетс. По оценке Бюро переписи населения США, в 2011 году в округе проживало 157 822 человека.

## История
Округ Хампшир был образован в 1662 году выделением из округа Мидлсекс провинции Массачусетс-Бэй. Как и некоторые другие округа штата, Хампшир является и исторической местностью, и территориальной единицей. Собственного правительства округ не имеет, большинство функций были переданы управлению штата в 1999 году, однако шериф и некоторые региональные официальные должности до сих пор избираются голосованием в рамках округа.

## Населённые пункты
В состав некоторых городов входят деревни, выделяемые как статистические единицы, однако фактически они неотделимы от городов.
- Амхерст
  - Амхерст-Сентер (деревня Амхерста)
  - Кашмен (деревня Амхерста)
  - Норт-Амхерст (деревня Амхерста)
  - Саут-Амхерст (деревня Амхерста)
- Белчертаун
- Честерфилд
- Каммингтон
- Истгемптон
- Энфилд (затоплен при создании водохранилища Куоббин)
- Гошен
- Гранби
- Гринуич (затоплен при создании водохранилища Куоббин)
- Хедли
- Хетфилд
- Хантингтон (ранее назывался Норвич)
- Мидлфилд
- Нортгемптон
  - Лидс (деревня Нортгемптона)
  - Флоринс (деревня Нортгемптона)
- Пелем
- Плейнфилд
- Прескотт (затоплен при создании водохранилища Куоббин)
- Саут-Хедли
  - Саут-Хедли-Фолс
- Саутгемптон
- Уэр
- Уэстгемптон
- Уильямсберг
  - Хейденвилл (деревня Уильямсберга)
- Уортингтон